# Escut i bandera de Betxí
L'escut i la bandera de Betxí són els símbols representatius del municipi valencià de Betxí (Plana Baixa).

## Escut heràldic
L'escut oficial de Betxí té el següent blasonament:
| « | Escut quadrilong de punta redona. D'argent, una ermita d'atzur acompanyada de dos xiprers de sinople. Per timbre, una corona reial tancada. | » |

## Bandera
La bandera oficial de Betxí té la següent descripció:
| « | Bandera de forma abocellada: quatre pals de gules en camper d'or. Al centre, l'escut municipal. Les proporcions de la bandera seran 2 d'amplària per 3 de llargària. | » |

## Història
L'escut s'aprovà per Resolució del 26 de gener de 1987, de la Direcció General de l'Administració Local, publicada en el DOGV núm. 529, de 18 de febrer de 1987.
La bandera s'aprovà per Resolució d'11 de maig de 1992, del Conseller d'Administració Pública, publicada en el DOGV núm. 1.796, de 3 de juny de 1992.
L'escut i la bandera han estat utilitzats tradicionalment pel municipi. S'hi representa l'ermita de Sant Antoni, patró de la vila.